# Partit d'Esquerra Estonià
El Partit d'Esquerra Estonià (estonià Eesti Vasakpartei, EVP) fou un partit polític d'Estònia d'inspiració socialista democràtica, que el 2008 es va unir al Partit de la Constitució per a formar el nou Partit d'Esquerra Unida Estonià (Eestimaa Ühendatud Vasakpartei).
El partit té el seu origen quan el 1988 el líder immobilista del Partit Comunista d'Estònia (secció estoniana del Partit Comunista de la Unió Soviètica) fou substituït pel renovador Vaino Väljas, fins aleshores ambaixador a Nicaragua. El 1990 el partit fou enregistrat amb el nom de Partit Comunista d'Estònia (EKP), que canvià el 1992 pel de Partit Laborista Democràtic Estonià (EDTP) i el 1997 al de Partit Socialdemòcrata Laborista Estonià (ESDTP), que el desembre de 2004 ingressà al Partit de l'Esquerra Europea. També adoptà el nom actual.
Tanmateix, a les eleccions legislatives estonianes de 2003 va perdre la representació parlamentària en obtenir només 2.059 vots (0,4%). A les eleccions de 2007 amb prou feines arribà al 0,1% i continuà extraparlamentari.

## Resultats electorals
| Any  | Vots                                  | %                                     | Escons  | +/- | Govern            |
| ---- | ------------------------------------- | ------------------------------------- | ------- | --- | ----------------- |
| 1992 | Dins l'Opció d'Esquerres              | Dins l'Opció d'Esquerres              | 0 / 101 | Nou | Extraparlamentari |
| 1995 | Dins Justícia                         | Dins Justícia                         | 0 / 101 | =   | Extraparlamentari |
| 1999 | Dins llistes del P. de la Constitució | Dins llistes del P. de la Constitució | 0 / 101 | =   | Extraparlamentari |
| 2003 | 2,059                                 | 0.42                                  | 0 / 101 | =   | Extraparlamentari |
| 2007 | 607                                   | 0.11                                  | 0 / 101 | =   | Extraparlamentari |